# خانه گرماتک
خانه گرماتک (به لاتین: Khaneh-ye Garmatek) یک منطقهٔ مسکونی در افغانستان است که در ولسوالی واخان واقع شده‌است.